# Municipio de Clinton (condado de LaPorte)
El municipio de Clinton (en inglés: Clinton Township) es un municipio ubicado en el condado de LaPorte en el estado estadounidense de Indiana. En el año 2010 tenía una población de 1507 habitantes y una densidad poblacional de 16,89 personas por km².

## Geografía
El municipio de Clinton se encuentra ubicado en las coordenadas 41°28′00″N 86°51′49″O / 41.46667, -86.86361. Según la Oficina del Censo de los Estados Unidos, el municipio tiene una superficie total de 89.23 km², de la cual 89,15 km² corresponden a tierra firme y (0,08 %) 0,08 km² es agua.

## Demografía
Según el censo de 2010, había 1507 personas residiendo en el municipio de Clinton. La densidad de población era de 16,89 hab./km². De los 1507 habitantes, el municipio de Clinton estaba compuesto por el 96,62 % blancos, el 0,27 % eran afroamericanos, el 0,66 % eran amerindios, el 0,13 % eran asiáticos, el 1,06 % eran de otras razas y el 1,26 % eran de una mezcla de razas. Del total de la población el 3,25 % eran hispanos o latinos de cualquier raza.